# Maleisië op de Olympische Zomerspelen 2008
Maleisië nam deel aan de Olympische Zomerspelen 2008 in Peking, China. Maleisië debuteerde op de Zomerspelen in 1964 en deed in 2008 voor de elfde keer mee. Voor het eerst sinds 1996 werd weer een medaille gewonnen.

## Medailleoverzicht
| Sport     | Olympiër      | Discipline    | Medaille |
| --------- | ------------- | ------------- | -------- |
| Badminton | Lee Chong Wei | enkelspel (m) | Zilver   |

## Deelnemers en resultaten

### Atletiek
| Olympiër       | Discipline               | Resultaat | Prestatie                            |
| -------------- | ------------------------ | --------- | ------------------------------------ |
| Lee Hup Wei    | hoogspringen (m)         | 32e       | kwalificatie groep B: 16de met 2,20m |
|                |                          |           |                                      |
| Yuan Yufang    | 20km snelwandelen (v)    | DNF       | niet gefinisht                       |
| Roslinda Samsu | polsstokhoogspringen (v) | 16e       | kwalificatie groep B: 9de met 4,30m  |

### Badminton
| Olympiër                     | Discipline     | Resultaat | Prestatie |
| ---------------------------- | -------------- | --------- | --- |
| Lee Chong Wei                | enkelspel (m)  | Zilver    | 1ste ronde: vrij 2de ronde: W van SIN Susilo: 2-0 (21-13, 21-14) 3de ronde: W van LTU Navickas: 2-0 (21-5, 21-7) kwartfinale: W van INA Kuncoro: 2-0 (21-9, 21-11) halve finale: W van KOR Lee: 2-1 (21-18, 13-21, 21-13) finale: V van CHN Lin: 0-2 (12-21, 8-21) |
| Wong Choong Hann             | enkelspel (m)  | 9e        | 1ste ronde: vrij 2de ronde: W van INA Hidayat: 2-0 (21-19, 21-16) 3de ronde: V van TPE Hsieh: 1-2 (21-14, 17-21, 18-21) |
| Choong Tan Fook Lee Wan Wah  | dubbelspel (m) | 9e        | 1ste ronde: V van KOR Hwang/Lee: 1-2 (22-20, 13-21, 16-21) |
| Koo Kien Keat Tan Boon Heong | dubbelspel (m) | 5e        | 1ste ronde: W van JPN Sakamoto/Ikeda: 2-0 (21-12, 21-16) kwartfinale: V van INA Kido/Setiawan: 0-2 (16-21, 18-21) |
|                              |                |           | |
| Wong Mew Choo                | enkelspel (v)  | 5e        | 1ste ronde: vrij 2de ronde: W van RSA Harrington: 2-0 (21-4, 21-4) 3de ronde: W van BUL Nedelcheva: 2-0 (21-16, 21-8) kwartfinale: V van CHN Lu: 0-2 (7-21, 27-29)                                                                                                 |
| Choong Tan Fook Lee Wan Wah  | dubbelspel (v) | 9e        | 1ste ronde: V van KOR Lee/Lee: 0-2 (14-21, 19-21) |

### Boogschieten
| Olympiër                                        | Discipline      | Resultaat | Prestatie |
| ----------------------------------------------- | --------------- | --------- | --- |
| Khalmizam Aziz                                  | individueel (m) | 33e       | plaatsingsronde: 5de met 674 punten 1ste ronde: V van ROU Bodnar: 105-106 |
| Cheng Chu Sian                                  | individueel (m) | 5e        | plaatsingsronde: 26ste met 660 punten 1ste ronde: W van AUS Gray: 109-101 2de ronde: W van FIN Hatava: 110-103 3de ronde: W van KOR Lee: 105-105 (19-18) kwartfinale: V van RUS Badënov: 104-109 |
| Muhammad Sulaiman                               | individueel (m) | 33e       | plaatsingsronde: 27ste met 659 punten 1ste ronde: V van TPE Chen: 106-107 |
| Khalmizam Aziz Cheng Chu Sian Muhammad Sulaiman | team (m)        | 5e        | plaatsingsronde: 3de met 1993 punten 1ste ronde: vrij kwartfinale: V van Italië: 213-218 |

### Gewichtheffen
| Olympiër               | Discipline | Resultaat | Prestatie                                                   |
| ---------------------- | ---------- | --------- | ----------------------------------------------------------- |
| Amirul Hamizan Ibrahim | -56kg (m)  | 8e        | trekken: 8ste met 121kg stoten: 9de met 144kg totaal: 265kg |

### Schietsport
| Olympiër               | Discipline              | Resultaat | Prestatie                                  |
| ---------------------- | ----------------------- | --------- | ------------------------------------------ |
| Hasli Izwan Amir Hasan | 25m snelvuurpistool (m) | 15e       | kwalificatie: 15de met 564 punten (27-285) |

### Schoonspringen
| Olympiër            | Discipline    | Resultaat | Prestatie                          |
| ------------------- | ------------- | --------- | ---------------------------------- |
| Bryan Nickson Lomas | 10m toren (m) | 26e       | voorronde: 26ste met 384,35 punten |
|                     |               |           |                                    |
| Elizabeth Jimie     | 3m plank (v)  | 21e       | voorronde: 21ste met 253,50 punten |
| Leong Mun Yee       | 3m plank (v)  | 21e       | voorronde: 21ste met 253,50 punten |
| Pandelela Rinong    | 10m toren (v) | 27e       | voorronde: 27ste met 249,20 punten |

### Taekwondo
| Olympiër      | Discipline | Resultaat | Prestatie                                                                                                 |
| ------------- | ---------- | --------- | --- |
| Elaine Teo    | -57kg (v)  | 7e        | 1ste ronde: V van TUR Tanrıkulu: 4-7 herkansingen: V van USA López: 0-3                                   |
| Che Chew Chan | +67kg (v)  | 7e        | 1ste ronde: W van UZB Karimova: 5-4 kwartfinale: V van NOR Solheim: 1-3 herkansingen: V van EGY Rabo: 1-5 |

### Wielersport
| Olympiër                                     | Discipline     | Resultaat | Prestatie |
| Baan                                         | Baan           | Baan      | Baan |
| -------------------------------------------- | -------------- | --------- | --- |
| Azizulhasni Awang                            | sprint (m)     | 8e        | kwalificatie: 7de in 10,272 1ste ronde: V van AUS Bayley 1ste ronde herkansingen: 1ste in 10,959 2de ronde: V van GBR Kenny 2de ronde herkansingen: 1ste in 11,010 kwartfinale: V van GBR Hoy: 0-2 5-8ste plek: 4de |
| Azizulhasni Awang                            | keirin (m)     | 10e       | 1ste ronde: 1ste 2de ronde: 4de 7-12de plek: 4de |
| Josiah Ng                                    | keirin (m)     | 9e        | 1ste ronde: 2de 2de ronde: 4de 7-12de plek: 3de |
| Azizulhasni Awang Josiah Ng Mohd Rizal Tisin | teamsprint (m) | 7e        | kwalificatie: 7de in 44,752 1ste ronde: 7de in 44,822 |

### Zeilen
| Olympiër  | Discipline | Resultaat | Prestatie                                 |
| --------- | ---------- | --------- | ----------------------------------------- |
| Kevin Lim | laser (m)  | 38e       | 249 punten: (BFD-24-28-42-22-34-34-39-26) |

### Zwemmen
| Olympiër       | Discipline           | Resultaat | Prestatie                    |
| -------------- | -------------------- | --------- | ---------------------------- |
| Daniel Bego    | 200m vrije slag (m)  | 44e       | serie 3: 6de in 1.50,92 (NR) |
| Daniel Bego    | 100m vlinderslag (m) | 54e       | serie 2: 2de in 54,38        |
| Daniel Bego    | 200m vlinderslag (m) | 37e       | serie 3: 7de in 2.01,28      |
|                |                      |           |                              |
| Leung Chii Lin | 50m vrije slag (v)   | 48e       | serie 8: 6de in 26,75        |
| Khoo Cai Lin   | 400m vrije slag (v)  | 38e       | serie 2: 6de in 4.23,37      |
| Khoo Cai Lin   | 800m vrije slag (v)  | 34e       | serie 2: 8ste in 9.04,86     |
| Siow Yi Ting   | 200m schoolslag (v)  | 19e       | serie 2: 1ste in 2.27,80     |
| Siow Yi Ting   | 200m wisselslag (v)  | 29e       | serie 2: 7de in 2.17,11      |
| Lew Yih Wey    | 400m wisselslag (v)  | 34e       | serie 1: 3de in 4.55,83      |

## Foto's

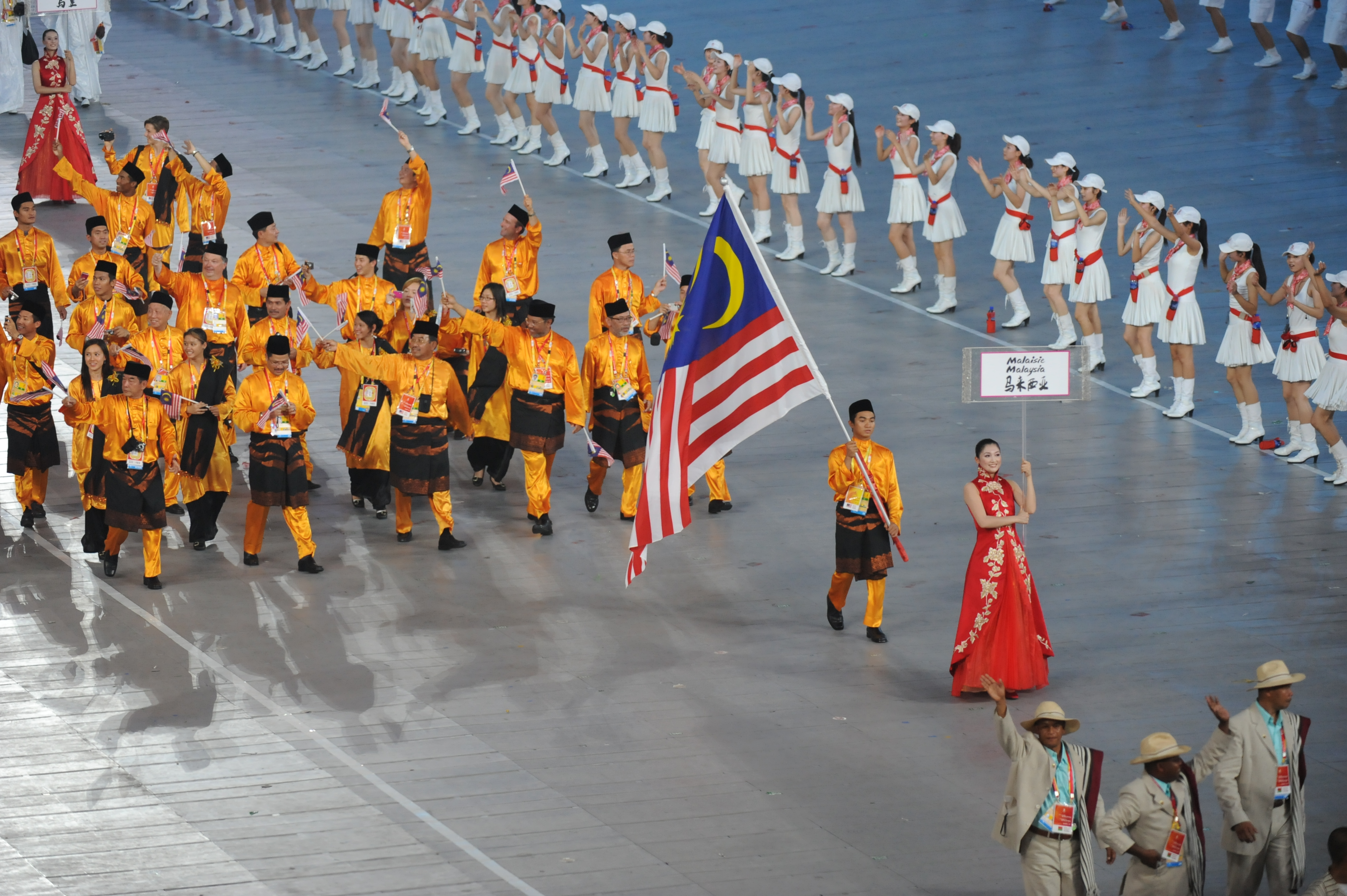
Tijdens de openingsceremonie van 2008

Afghanistan · Albanië · Algerije · Amerikaanse Maagdeneilanden · Amerikaans-Samoa · Andorra · Angola · Antigua en Barbuda · Argentinië · Armenië · Aruba · Australië · Azerbeidzjan · Bahama's · Bahrein · Bangladesh · Barbados · België · Belize · Benin · Bermuda · Bhutan · Bolivia · Bosnië en Herzegovina · Botswana · Brazilië · Britse Maagdeneilanden · Bulgarije · Burkina Faso · Burundi · Cambodja · Canada · Centraal-Afrikaanse Republiek · Chili · China · Chinees Taipei · Colombia · Comoren · Congo-Brazzaville · Congo-Kinshasa · Cookeilanden · Costa Rica · Cuba · Cyprus · Denemarken · Djibouti · Dominica · Dominicaanse Republiek · Duitsland · Ecuador · Egypte · El Salvador · Equatoriaal-Guinea · Eritrea · Estland · Ethiopië · Fiji · Filipijnen · Finland · Frankrijk · Gabon · Gambia · Georgië · Ghana · Grenada · Griekenland · Groot-Brittannië · Guam · Guatemala · Guinee · Guinee‑Bissau · Guyana · Haïti · Honduras · Hongarije · Hongkong · Ierland · IJsland · India · Indonesië · Irak · Iran · Israël · Italië · Ivoorkust · Jamaica · Japan · Jemen · Jordanië · Kaaimaneilanden · Kaapverdië · Kameroen · Kazachstan · Kenia · Kirgizië · Kiribati · Koeweit · Kroatië · Laos · Lesotho · Letland · Libanon · Liberia · Libië · Liechtenstein · Litouwen · Luxemburg · Macedonië · Madagaskar · Malawi · Malediven · Maleisië · Mali · Malta · Marshalleilanden · Marokko · Mauritanië · Mauritius · Mexico · Micronesië · Moldavië · Monaco · Mongolië · Montenegro · Mozambique · Myanmar · Namibië · Nauru · Nederland · Nederlandse Antillen · Nepal · Nicaragua · Nieuw-Zeeland · Niger · Nigeria · Noord-Korea · Noorwegen · Oeganda · Oekraïne · Oezbekistan · Oman · Oostenrijk · Oost‑Timor · Pakistan · Palau · Palestina · Panama · Papoea-Nieuw-Guinea · Paraguay · Peru · Polen · Portugal · Puerto Rico · Qatar · Roemenië · Rusland · Rwanda · Saint Kitts en Nevis · Saint Lucia · Saint Vincent en Grenadines · Salomonseilanden · Samoa · San Marino · Sao Tomé en Principe · Saoedi-Arabië · Senegal · Servië · Seychellen · Sierra Leone · Singapore · Slovenië · Slowakije · Soedan · Somalië · Spanje · Sri Lanka · Suriname · Swaziland · Syrië · Tadzjikistan · Tanzania · Thailand · Togo · Tonga · Trinidad en Tobago · Tsjaad · Tsjechië · Tunesië · Turkije · Turkmenistan · Tuvalu · Uruguay · Vanuatu · Venezuela · Verenigde Arabische Emiraten · Verenigde Staten · Vietnam · Wit-Rusland · Zambia · Zimbabwe · Zuid-Afrika · Zuid-Korea · Zweden · Zwitserland
Uitgesloten van deelname: Brunei